# 토니 그윈
앤서니 케이스 '토니' 그윈(영어: Anthony Keith 'Tony' Gwynn, 1960년 5월 9일 ~ 2014년 6월 16일)은 전 미국 프로 야구 샌디에이고 파드리스 선수이다.
1981년 신인 드래프트에서 샌디에이고 파드리스의 3라운드(전체 58위)에 지명되어 입단한 뒤, 20시즌 동안 오직 샌디에이고 파드리스 한 팀에서만 활동하였다. 통산 타율 0.338, 8번의 타격왕, 통산 3,141 안타를 기록할 정도로 메이저 리그 역사상 가장 정교하고 꾸준한 타자였으며, 2007년 1월 9일 칼 립켄 주니어와 함께 명예의 전당에 헌액되었다. 당시 토니 그윈의 지지율은 97.6%였다. 또한 등번호 19번은 2004년 샌디에이고 파드리스 팀의 영구 결번으로 지정되었다. 2014년 6월 16일 침샘암으로 사망했다. 향년 55세.

## 생애
토니 그윈은 1960년 미국 캘리포니아주 롱비치에서 찰스 그윈과 벤델라 그윈 부부 사이에서 태어났는데, 다른 형제로는 크리스 그윈과 찰스 그윈 주니어가 있다. 롱비치 폴리텍 고등학교 재학시절 뛰어난 농구 스타 선수였다. 고등학교를 졸업하고 샌디에이고 주립 대학교에 입학했는데, 야구와 농구를 병행했다. 농구팀에서 포인트 가드로 활약하면서 팀 내 한 시즌 및 통산 어시스트 기록을 수립하기도 했다. 특히 농구장을 폭넓게 보는 시야와 경기 운영 능력이 매우 뛰어났다.

## 메이저 리그 선수 시절
메이저 리그 샌디에이고 파드리스 팀이 그윈을 신인 드래프트에서 지명한 바로 그 날, 미국 프로 농구 샌디에이고 클리퍼스(지금의 LA 클리퍼스)팀도 10라운드에서 그윈을 지명했다. 결국 그윈은 농구 대신 야구를 선택했다.
그윈은 배트 스윙에 관해 끊임없이 연구를 했던 것으로 잘 알려져 있는 데, 타격 능력의 향상을 위해 늘 방법을 찾곤 했다. 프로 첫 번째 시즌이었던 1981년, 마이너 리그 싱글 A팀 왈라 왈라 파드레스에서 그윈은 사이즈가 작은 배트를 쓰기 시작했는데, 나무 배트에 적응하는 데 어려움이 있어서 대학 시절 사용하던 알루미늄 배트와 비슷한 무게의 배트를 쓰기를 원해서였다. 0.360의 높은 타율을 기록했을 당시에도 크고 무거운 배트는 타격에 방해가 된다고 생각했다.
1982년 7월 19일 필라델피아 필리스 투수 시드 몬지를 상대로 메이저 리그 첫 안타를 기록했는데, 그 안타는 2루타였다. 당시 통산 안타 역대 2위를 기록 중이던 필리스 1루수 피트 로즈는 마이너 리그에서 그윈이 좋은 타격을 기록하고 있다는 사실을 알고 있었다. 로즈는 그윈에게 다가가 말하기를 "고작 하루 밤으로 날 따라 잡을 생각은 안하는 게 좋을거야."라고 말했다. 1982년 시즌은 그윈이 타율 0.309 이하를 기록한 유일한 시즌이었다.
겨우내 손목 부상으로 1983년 하반기까지 고생을 했고, 7월 29일에는 타율이 0.229까지 하락했다. 그 때부터 그윈은 자신의 타격모습을 비디오로 녹화를 해서 반복해서 보기 시작했다. 시즌이 끝나고 그윈의 타율은 0.309까지 올라가 있었다.
1984년 시즌은 그윈에게 있어 커다란 도약이 된 시즌이었는데, 타율 0.351을 기록하면서 첫 번째 타격왕을 수상하게 된다. 또한 그 해에 파드리스 팀은 팀 역사상 처음으로 내셔널리그를 제패했고, 월드시리즈에 진출하게 되지만 아메리칸 리그 챔피온 팀이었던 디트로이트 타이거스 팀에게 패배했다.
그윈은 초창기 시절 뛰어난 주자이기도 했는데, 1987년에 한 경기에서 5개의 도루를 성공하면서 내셔널리그 타이 기록을 세웠고, 통산 319개의 도루를 기록했다. 1986년부터 1991년까지 5번의 골든 글러브를 수상하기도 했는데, 이것은 선수 생활 내내 그윈을 괴롭혔던 무릎 부상을 이겨내면서 이룬 업적이다. 그윈의 왼쪽 무릎이 문제가 되어서 그윈은 여러 차례 수술을 받아야만 했다.
1988년 4월 22일, 그윈은 자신의 통산 1,000번째 안타를 기록했는데, 상대 투수는 휴스턴 애스트로스의 놀란 라이언이었다.
1984년에는 주로 중견수로 나왔지만, 1989년에는 우익수와 중견수로 활약했고, 골든 글러브도 수상했다.
1994년 그윈은 타율 0.394를 기록했는데, 1930년 빌 테리가 0.401을 기록한 이후로 내셔널리그 최고 타율이었다. 파업으로 시즌이 단축되지 않았다면, 50년 이상 나오지 않았던 꿈의 4할 타자가 될 수도 있었을 것이다. 단축 시즌이었던 그 해에 그윈은 4할 타율을 기록하기 위해서는 단 3개의 안타가 부족했다.
1997년 그윈은 개인 통산 시즌 최다 홈런인 17개의 홈런과 119 타점을 기록했다. 다음 해인 1998년 그윈은 타율 0.321을 기록하면서 파드리스 팀의 두 번째 내셔널리그 우승에 기여했는데, 파드리스는 플레이오프에서 휴스턴 애스트로스와 애틀랜타 브레이브스를 물리쳤다. 뉴욕 양키스와의 월드 시리즈 1차전에서 상대 투수였던 데이비드 웰즈를 상대로 그윈이 홈런을 쳐내고, 시리즈 동안 0.500의 타율을 기록했지만, 파드리스 팀은 양키스에 4연패를 당했다.
그윈은 통산 135개의 홈런을 기록했는데, 솔로 홈런이 74개, 2점 홈런이 39개, 3점 홈런이 19개 그리고 만루 홈런이 3개(3개의 만루 홈런 중 하나는 인사이드 파크 홈런)였다. 그윈의 홈런 중 99개는 파드리스 팀이 동점 상황이거나 혹은 지고 있는 상황에서 나온 것이다.
1999년 8월 6일, 몬트리얼 엑스포스와의 경기에서 1회초 상대 투수 댄 스미스를 상대로 안타를 쳐서 통산 3천 안타를 기록했다. 우연인지는 몰라도 그윈의 2천번째 안타도 1993년 8월 6일 나왔는데, 콜로라도 로키스 투수 브루스 러핀을 상대로 한 것이다. 8월 6일은 또한 그윈 어머니의 생일이었다.

## 업적과 영예
그윈은 1984, 1987, 1988, 1989, 1994, 1995, 1996, 그리고 1997년, 총 8번의 내셔널 리그 타격왕을 차지했는데, 피츠버그 파이리츠의 호너스 와그너의 기록과 타이 기록이다. 역대 통산 최다 타격왕 수상은 타이 콥으로 총 12번의 아메리칸 리그 타격왕을 기록했다. 그윈은 총 15번의 올스타로 선출되었는데, 그 중 11번은 팬 투표로 선발 출장한 것이다.
통산 135개의 홈런을 기록했지만, 그윈은 자기 자신을 구장 어디로든지 타구를 쳐낼 수 있는 교타자라고 했다. 그윈은 삼진을 잘 당하지 않는 타자로도 유명했는데, 개인 통산 434개의 삼진을 기록했는데, 21타수마다 한 번 정도였다. 그윈의 타격 목적은 공을 쳐내는 것이고 주자를 진루시키는 것이었다. 그윈은 번트도 잘 하는 선수였다.
1999년 야구 역사상 최고의 타자 중 한 명으로 스포팅 뉴스의 100명의 위대한 야구 선수들 중 49위에 선정되었고, 메이저 리그 올 센츄리 팀의 최종 후보로도 선정되었다. 은퇴 직전의 2번의 시즌이 통산 경력에 더 추가되었지만, 2005년 조사에서는 57위를 기록했다.
2001년 통산 3,141개의 안타와 0.338의 타율로 은퇴했다. 그윈의 통산 타율은 2차 세계대전 이후 활동한 선수들 중에서 최고의 기록이며, 라이브 볼 시대로 범위를 넓혀도 4번째(그보다 높은 개인 통산 타율을 기록한 선수는 테드 윌리엄스, 루 게릭, 빌 테리)로 높은 기록이다. 그윈은 선수 생활 내내 오직 한 팀에서만 뛰었는데, 모든 시대를 통틀어도 드문 기록이며, 파드리스 유니폼을 입고 뛴 선수들 중 단연코 최고이다. 홈 구장에서의 마지막 경기에서 파드레스는 내야 3루 베이스 옆에 '5.5 홀'이라고 표시했는데, 그윈은 그 쪽으로 안타를 많이 쳐냈다.
현역 선수 은퇴 후 그윈은 ESPN의 해설자와 모교 샌디에이고 주립 대학교의 야구 코치를 역임했다. 1997년 샌디에이고 주립 대학교 야구 경기장이었던 '스미스 스타디움'은 대규모 재공사를 하는데, 당시 파드리스 팀 소유주였던 존 무어는 4백만 달러를 지원했고, 무어의 요청으로 경기장 이름이 '토니 그윈 스타디움'으로 바뀐다.
2007년 6월 21일, 펫코 파크 밖에서 10피트 높이의 토니 그윈 동상 제막식이 거행됐다. 파드리스 팀과 지역사회에 오랜 기간 헌신한 것을 기념해 펫코 파코의 주소는 '토니 그윈 드라이브 19'가 된다.

### 명예의 전당
2007년 1월 9일 토니 그윈은 명예의 전당에 선출되었는데, 545 명의 투표인단 중 532표를 획득하였다. 명예의 전당 투표 역사상 7번째로 높은 득표율이며 만장일치에서 단 13표가 부족한 것이었다. 헌액 당시 그윈은 같이 활동했던 선수들 중 처음으로 명예의 전당에 입성한 것이었고, 그윈이 헌액된 이후로 그윈의 전 동료였던 구스 고시지, 리키 헨더슨 그리고 로베르토 알로마가 선출되었다.
2007년 6월 21일 파드리스는 펫코 파크 '공원 안의 공원' 내에서 토니 그윈 동상 제막식을 거행했다. 동상에는 '미스터 파드레'라는 그윈의 애칭이 새겨져 있으며, 후면에는 그윈 아버지의 어록이 있다. 2007년 6월 29일 그윈은 칼 립켄 주니어와 함께 명예의 전당에 헌액된다. 그윈과 립켄은 명예의 전당에 헌액된 선수들 중에서 오직 한 팀에서만 뛴 46명의 선수들 중 2명이었다. 두 선수 모두 첫 투표에서 헌액자격을 얻었다.
그윈과 립켄이 전당에 헌액되는 주말 기간 동안 엄청난 수의 헌액식 참가자가 왔다. 전당 헌액식 당일인 7월 28일 만 사천명의 사람들이 왔는데, 이것은 하루 최다 방문객 숫자이다.

## 은퇴 이후
토니 그윈은 2011년 기준으로 모교인 샌디에이고 주립 대학교 야구부 코치를 역임하고 있으며, ESPN의 분석가로도 활약하고 있다. 야후 스포츠의 전문 분석가로도 활동하고 있고, 샌디에이고 채널 4에서 파드리스 경기의 해설도 하고 있다. 또한 포스트 시즌에는 TBS 중계방송에도 해설을 했다.

## 개인 생활
토니 그윈은 앨리샤와 결혼했는데, 딸인 아니샤 니콜은 R&B 아티스트이고, 아들은 메이저 리그 외야수인 토니 그윈 주니어이다.
2010년 그윈은 타액선 암을 진단받아 양쪽 림프선을 제거하는 수술을 받았는데, 암의 원인이 신인 시절부터 씹는 담배를 즐겨했기 때문인 것 같다고 했다.

## 주요안타기록
| 안타  | 날짜 & 상대팀                 | 상대투수        |
| ----- | ----------------------------- | --------------- |
| 1     | 1982년 7월 19일 대 필라델피아 | Sid Monge       |
| 500   | 1985년 8월 18일 대 애틀랜타   | Craig McMurtry  |
| 1,000 | 1988년 4월 22일 대 휴스턴     | 놀란 라이언     |
| 1,135 | 1988년 9월 17일 대 @ 애틀랜타 | Jim Acker       |
| 1,500 | 1990년 8월 15일 대 몬트리올   | Steve Frey      |
| 2,000 | 1993년 8월 6일 대 콜로라도    | Bruce Ruffin    |
| 2,500 | 1996년 8월 14일 대 @ 신시네티 | Hector Carrasco |
| 3,000 | 1999년 8월 6일 대 @ 몬트리올  | Dan Smith       |
| 3,141 | 2001년 10월 6일 대 콜로라도   | Gabe White      |

- 첫 번째 안타는 1982년 7월 19일 5번 타자 겸 중견수로 나온 메이저 리그 데뷔 경기 4번째 타석에서 4-7로 뒤진 상황에서 Sid Monge를 상대로 센터쪽 2루타였음.
- 1,135번째 안타는 샌디에이고 파드리스 역대 안타 기록 선두였던 데이브 윈필드 (1973-80)의 기록을 넘어섬.
- 3,000번째 안타는 캐나다 몬트리올 올림픽 스타디움에서 몬트리올 엑스포스를 상대한 경기에서 투수 댄 스미스를 상대로 2루수 키를 넘는 중전안타였음. 당시 토니 그윈의 어머니가 1루쪽으로 나가 아들의 3천번째 안타를 축하함.

## 통산 기록
| 연 도           | 소 속           | 나 이           | 출 장 | 타 석 | 타 수 | 득 점 | 안 타 | 2 루 타 | 3 루 타 | 홈 런 | 타 점 | 도 루 | 도 실 | 볼 넷 | 삼 진 | 타 율 | 출 루 율 | 장 타 율 | O P S | 루 타 | 병 살 타 | 몸 맞 | 희 타 | 희 플 | 고 4 |
| --------------- | --------------- | --------------- | ----- | ----- | ----- | ----- | ----- | ------- | ------- | ----- | ----- | ----- | ----- | ----- | ----- | ----- | -------- | -------- | ----- | ----- | -------- | ----- | ----- | ----- | ---- |
| 1982            | SDP             | 22              | 54    | 209   | 190   | 33    | 55    | 12      | 2       | 1     | 17    | 8     | 3     | 14    | 16    | .289  | .337     | .389     | .726  | 74    | 5        | 0     | 4     | 1     | 0    |
| 1983            | SDP             | 23              | 86    | 334   | 304   | 34    | 94    | 12      | 2       | 1     | 37    | 7     | 4     | 23    | 21    | .309  | .355     | .372     | .726  | 113   | 9        | 0     | 4     | 3     | 5    |
| 1984            | SDP             | 24              | 158   | 675   | 606   | 88    | 213   | 21      | 10      | 5     | 71    | 33    | 18    | 59    | 23    | .351  | .410     | .444     | .853  | 269   | 15       | 2     | 6     | 2     | 13   |
| 1985            | SDP             | 25              | 154   | 671   | 622   | 90    | 197   | 29      | 5       | 6     | 46    | 14    | 11    | 45    | 33    | .317  | .364     | .408     | .773  | 254   | 17       | 2     | 1     | 1     | 4    |
| 1986            | SDP             | 26              | 160   | 701   | 642   | 107   | 211   | 33      | 7       | 14    | 59    | 37    | 9     | 52    | 35    | .329  | .381     | .467     | .848  | 300   | 20       | 3     | 2     | 2     | 11   |
| 1987            | SDP             | 27              | 157   | 680   | 589   | 119   | 218   | 36      | 13      | 7     | 54    | 56    | 12    | 82    | 35    | .370  | .447     | .511     | .958  | 301   | 13       | 3     | 2     | 4     | 26   |
| 1988            | SDP             | 28              | 133   | 578   | 521   | 64    | 163   | 22      | 5       | 7     | 70    | 26    | 11    | 51    | 40    | .313  | .373     | .415     | .787  | 216   | 11       | 0     | 4     | 2     | 13   |
| 1989            | SDP             | 29              | 158   | 679   | 604   | 82    | 203   | 27      | 7       | 4     | 62    | 40    | 16    | 56    | 30    | .336  | .389     | .424     | .813  | 256   | 12       | 1     | 11    | 7     | 16   |
| 1990            | SDP             | 30              | 141   | 629   | 573   | 79    | 177   | 29      | 10      | 4     | 72    | 17    | 8     | 44    | 23    | .309  | .357     | .415     | .772  | 238   | 13       | 1     | 7     | 4     | 20   |
| 1991            | SDP             | 31              | 134   | 569   | 530   | 69    | 168   | 27      | 11      | 4     | 62    | 8     | 8     | 34    | 19    | .317  | .355     | .432     | .787  | 229   | 11       | 0     | 0     | 5     | 8    |
| 1992            | SDP             | 32              | 128   | 569   | 520   | 77    | 165   | 27      | 3       | 6     | 41    | 3     | 6     | 46    | 16    | .317  | .371     | .415     | .786  | 216   | 12       | 0     | 0     | 3     | 12   |
| 1993            | SDP             | 33              | 122   | 534   | 489   | 70    | 175   | 41      | 3       | 7     | 59    | 14    | 1     | 36    | 19    | .358  | .398     | .497     | .895  | 243   | 18       | 1     | 1     | 7     | 11   |
| 1994            | SDP             | 34              | 110   | 475   | 419   | 79    | 165   | 35      | 1       | 12    | 64    | 5     | 0     | 48    | 19    | .394  | .454     | .568     | 1.022 | 238   | 20       | 2     | 1     | 5     | 16   |
| 1995            | SDP             | 35              | 135   | 577   | 535   | 82    | 197   | 33      | 1       | 9     | 90    | 17    | 5     | 35    | 15    | .368  | .404     | .484     | .888  | 259   | 20       | 1     | 0     | 6     | 10   |
| 1996            | SDP             | 36              | 116   | 498   | 481   | 67    | 159   | 27      | 2       | 3     | 50    | 11    | 4     | 39    | 17    | .353  | .400     | .441     | .842  | 199   | 17       | 1     | 1     | 6     | 12   |
| 1997            | SDP             | 37              | 149   | 651   | 592   | 97    | 220   | 49      | 2       | 17    | 119   | 12    | 5     | 43    | 28    | .372  | .409     | .547     | .957  | 324   | 12       | 3     | 1     | 12    | 12   |
| 1998            | SDP             | 38              | 127   | 505   | 461   | 65    | 148   | 35      | 0       | 16    | 69    | 3     | 1     | 35    | 18    | .321  | .364     | .501     | .865  | 231   | 14       | 1     | 0     | 8     | 6    |
| 1999            | SDP             | 39              | 111   | 446   | 411   | 59    | 139   | 27      | 0       | 10    | 62    | 7     | 2     | 29    | 14    | .338  | .381     | .477     | .858  | 196   | 15       | 2     | 0     | 4     | 5    |
| 2000            | SDP             | 40              | 36    | 140   | 127   | 17    | 41    | 12      | 0       | 1     | 17    | 0     | 1     | 9     | 4     | .323  | .364     | .441     | .805  | 56    | 4        | 1     | 0     | 3     | 2    |
| 2001            | SDP             | 41              | 71    | 112   | 102   | 5     | 33    | 9       | 1       | 1     | 17    | 1     | 0     | 10    | 9     | .324  | .384     | .461     | .845  | 47    | 1        | 0     | 0     | 0     | 1    |
| MLB 통산 : 20년 | MLB 통산 : 20년 | MLB 통산 : 20년 | 2440  | 10232 | 9288  | 1383  | 3141  | 543     | 85      | 135   | 1138  | 319   | 125   | 790   | 434   | .338  | .388     | .459     | .847  | 4259  | 259      | 24    | 45    | 85    | 203  |

- 시즌 기록 중 굵은 글씨는 해당 시즌 최고 기록

## 수상경력

### 타격왕
- 내셔널리그 타격왕 8회 (1984, 1987, 1988, 1989, 1994, 1995, 1996, 1997)

## 참조
1. ↑  ‘미스터 파드레’ 토니 그윈, 암투병 중 별세《MK 스포츠》, 2014년 6월 17일
2. ↑  토니 그윈, 포인트가드에서 야구 코치까지 보관됨 2007-10-30 - 웨이백 머신 《Baseball Digest Daily》, 2009년 8월 11일 확인
3. ↑  레전드 스토리 - <3> '영원한 타격왕' 토니 그윈 《네이버 - 김형준 칼럼》, 2006년 5월 22일
4. ↑  Baseball's 100 Greatest Players 《baseball-almanac.com》
5. ↑  토니 그윈, 타액 분비선 암 투병…"씹는 담배가 원인" 《OSEN》, 2010년 10월 11일